# Mujo Hrnjica
Mujaga Hrnjica (Mujo Hrnjica) (? Udbina, - Petrova gora, ?), junak narodnih pjesama u muslimana, osobito onih u Cazinskoj krajini

## Životopis
Rođen početkom 17. stoljeća, oko 1600. godine. Prema jednim izvorima, pravog imena Mustafa Turcalović, rođen od oca Turčina, osmanskog trgovca rodom iz turske pokrajine Erzurum, a mati je bila sestra Hurem Age Kozlice (Hurem-age Kozlića), tada ajana Udbine. Imao je braću Halila i Omera. Otac je iz Azije došao skupa s Fadil-pašom, koji je bio odreden na muhafizluk kasabe Knina. U djetinjstvu su ostali bez oca koji je poginuo četujući u jednoj bitci, pa ih je othranio ujak. U Lici su se često žalili na njih kad su postali zreli i nisu ih podnosili. Morali su odseliti. Ujak Hurem-aga ih preko Plješivice poveo kroz Petrovo Selo, a od tamo preko rijeke Korane. Stigli su u tvrđavu Sturlic a od onamo zaputili su se u cazinski kadiluk u jedan džemat u njegovoj okolici zvani Peci, u naselje Vidoska, danas zvano "Hurem-agina voda". Kad su prešli preko rijeke, odveo ih je u Veliku Kladušu gdje ih je ostavio. Ujak se vratio u Liku. Da bi došli do hrane Mujo je otišao do Banje Luke kupiti kravu. Banjolučkim stranama u to vrijeme harao je izvjesni harambaša. Prema predaji Hrnjica je tad prvi put dokazao junaštvo ubivši harambašu i družinu mu, zbog čega je Hrnjica postavljen (vjerojatno ga je postavio valija Memi-beg-zade Sarhos Ibrahim-paša) za nadzornika bosanske Krajine. U epskim pjesmama Hrnjici pomažu brat Halil i pobratim Budalina Tale. Četovao u okolnim krajevima Hrvatske: od sjeverozapadne Hrvatske do Like i Dalmacije.
U narodnoj predaji gorska vila podojila je mlijekom Mujagu, od čega je zadobio nadnaravnu snagu i junaštvo, a Halila rosom pored rijeke Kladušnice, od čega je dobio ljepotu. U predaji je gorska vila branila s Krajišnicima Ljute Krajine kladušku kulu i grad od napada osvajača i tako u svijesti naroda njegovom zaštitnicom, zbog čega se stari grad naziva vilinskim, kao i onaj u obližnjem Vrnograču. Živa predaja Male Kladuše kaže da se na stijeni Ploča (narodno ime za potkovicu) iznad Kladušnice, može vidjeti otisak potkovice Mujinog konja Đogata. Mujin "brat po mlijeku" bio je Meho Katarica, u zbilji potajice najveći neprijatelj (jer ga je uhvatio sa svojom ženom). Iz razgovora s Mujom doznao je zašto iz toliko bojeva izlazi neranjen. Hrnjica mu je rekao da mu olovo ne može ništa, nego jedino "zrno od dva dirhema zlata". Katarica je u klancu na planini Risnu, koji vodi ka tvrđavi Podzvizdu, na predjelu na samoj granici Bosne, u cazinskom kadiluku napravio zasjedu Hrnjici i upucao ga zlatnim metcima iz puške ("napunjenom sedam drama žute madžarije"). Ni nakon što je pogođen u pleća, nije odmah poginuo, nego je na nogama ostao još tjedan dana i dotukao ga je tek Jovan harambaša.
Povijesni pak podatci spominju carski katul ferman. Zapovijed je glasila pogubiti šestoricu najuglednijih Krajišnika zato što su oslobodili nekog kršćanskog zarobljenika Petra Jankovića za svojih osam sužanja (zarobljenika) i 12.000 groša. Većina povijesnih predaja kaže da su ta šestorica bili Omer kapetan, Omer-aga, krupski dizdar, Nasuh-aga, Husein-aga i Mujo Hrnjica (Bašagić). Tadašnji vezir Ćuprilić samo je prividno izvršio zapovijed i umjesto pravih pogubio je njihove fizičke dvojnike, braću Ferizoviće. U narodnoj pjesmi, sukob Krajišnika opisan je kao kleveta i izdaju aga prema braći Hrnjicama.
U legendama Hrnjica je jahao na letećem konju, voda iz Hrnjičina bunara čini čovjeka zauvijek vezanim za taj grad. U Cazinskoj krajini bio je pojam jakosti i hrabrosti pa su djeci nadjevali ime Mujo da bi bila takva. 
Povijesni izvori spominju ga s bratom Halilom oko 1637. kao zapovjednika osmanske posade u Velikoj Kladuši.
Poginuo je u četovanju u Principovini. U povijesnoj predaji poginuo je u boju kod Banje Luke 1637. godine, isto kad i Tale Ličanin.
1987. godine Velikokladušani su inicirali da se podigne Hrnjici spomenik, što je poslije bio jedan od povoda srpskom režim za obračun s političarima Bosanske Krajine, takozvana afera Agrokomerc.